# Delio Rossi
Delio Rossi, italijanski nogometaš in trener, * 26. januar 1960, Rimini, Italija.
Trenersko kariero je pričel v mladem moštvu Foggie, nato pa je prestopil v Salernitano, s katero je leta 1994 napredoval v Serie B. Leto kasneje se je vrnil v Foggio, leta 1996 pa je prevzel Pescaro. Leta 1998 se mu je s Salernitano prvič uspelo uvrstiti v Serie A, vendar je moštvo takoj izpadlo nazaj v Serie B. Trenerske izkušnje je nato nabiral v Genovi in Pescari. 
Januarja 2002 je na klopi Lecceja nadomestil odpuščenega Alberta Cavasina, vendar mu kluba ni uspelo zadržati v Serie A. V sezoni 2002/2003 je Lecce znova vrnil v Serie A, leto kasneje pa med prvoligaši zasedel deseto mesto. Po končani sezoni 2003/2004 je zapustil klub in v petnajstem krogu sledeče sezone prevzel Atalanto, zadnjeuvrščeni klub Serie A. Kljub dobrim predstavam je bergamski prvoligaš izpadel, Rossi pa je novo zaposlitev našel pri Laziu, ki ga je v sezoni 2005/2006 presenetljivo popeljal v Pokal UEFA.